# Sinopanorpa
Sinopanorpa is een geslacht van schorpioenvliegen (Mecoptera) uit de familie schorpioenvliegen (Panorpidae). 

## Soorten
Sinopanorpa omvat de volgende soorten:
- Sinopanorpa digitiformis Huang & Hua, 2008
- Sinopanorpa nangongshana Cai & Hua, 2008
- Sinopanorpa tincta (Navás, 1931)